# Университет Нинроде
Университет Нейенроде (нидерл. Nyenrode Business Universiteit) — единственный частный университет Нидерландов. Основан в 1946 году и находится на территории старого замка в городе Брёйкелен, между Амстердамом и Утрехтом.

## История
Университет Нейенроде был основан в 1946 году топ менеджментом голландских интернациональных компаний, такими как KLM, Philips, Shell и Unilever.
В 1992 вуз решил стать независимым от голландских государственных субсидий, так как субсидированные университеты Нидерландов не имели права выборочно принимать студентов на обучение.
Сегодня Нейенроде обладает сильной международной репутацией в области бизнеса и исследований. Тесные связи с ведущими международными образовательными структурами, такими как Университет имени Эразма Роттердамского, Гарвардский университет, Стэнфордский университет и Университет Санкт-Галлена (Швейцария) делает университет Нейенроде одним из ведущих европейских образовательных учреждений для будущих менеджеров, политиков и бизнесменов.

## Рейтинг
В рейтинге Financial Times для международных бизнес школ университет Нейенроде стабильно занимает высокие места среди лучших вузов Европы. Например, программа MSc in Management Нейенроде стабильно опережает в этом рейтинге такие известные университеты, как HEC Lausanne, University of Cambridge, Цюрихский университет и Copenhagen Business School.
Бизнес программы университета для управленцев с опытом работы в рейтинге Times в 2013 году заняли общее 48-е место и 1-е место в Нидерландах. В 2013 году по результатам национального рейтинга программа Магистр Менеджмента была признана лучшей бизнес программой по стране. Первые места в своих категориях заняли магистерские программы финансового менеджмента (Executive Master of Finance and Control programme). Такого же успеха добилась и заочная магистерская программа администрирования бизнеса (part-time MSc in Bedrijfskunde), преподаваемая на голландском языке. Магистерские программы университета по бухгалтерскому учету (Accountancy Master’s programme) и управлению финансами (Controlling Master’s programme) заняли соответственно первое и второе места в категории «программы магистратуры Нидерландов по бухгалтерскому учету» этого рейтинга.

## Известные выпускники
- Antony Burgmans, председатель совета директоров Unilever
- Fred Gehring, генеральный директор компании Tommy Hilfiger
- Динеш Гунавардена, Премьер-министр Шри-Ланки
- Dr. h. c. Albert Heijn, исполнительный директор Albert Heijn, сети супермаркетов
- Jan Kees de Jager, бывший Министр финансов Нидерландов
- Вим Кок, бывший Премьер-министр Нидерландов
- Willem Oltmans, журналист
- Robert Polet, председатель компании Gucci
- Hein Verbruggen, член Международного олимпийского комитета
- Янвиллем ван де Ветеринг, писатель
- Алексей Михайлович Павленко, украинский предприниматель, Министр аграрной политики и продовольствия Украины (2014—2016)